# Щелкун пилоусый
Щелкун пилоусый или щелкун луговой (лат. Actenicerus sjaelandicus) — вид жуков из подсемейства Prosterninae семейства щелкунов.

## Распространение
Щелкун пилоусый встречаются в лесной и лесостепной зонах Палеарктики, по долинам рек достигает степной зоны.

## Описание

### Имаго
Щелкун длиной от 10,5 до 16,5 мм, имеет чёрную окраску с заметным бронзовым, редко фиолетовым отливом; ноги и эпиплевры надкрылий иногда коричневые. Переднеспинка и низ в жёлто-серых волосках; надкрылья в жёлто-серых и тёмно-бронзовых волосках, которые образуют пятнистый, реже продольно-полосатый рисунок; редко тёмные волоски образуют перевязи, либо опушение целиком светлое или тёмное.
Воротничок переднегруди со слабоокруглым передним краем, чуть доходящим до уровня передних углов проплевр.

### Проволочник
Проволочник длиной до 25 мм.
Назале трёхзубчатое. Под основаниями ветвей урогомф бугорков нет, внутренние ветви с наружной стороны слегка вздуты, а также гладкие и без отростка. Килевидные края площадки каудального сегмента несут по три бугорка.

## Экология и местообитание
Личинка обитает в почве влажных лугов, торфяников и под пологом леса. Являются всеядными; хищничают, а также являются фитофагами. Вредят на вновь освояемых участках после осушения. При длительном сельскохозяйственном использовании с пахотных земель исчезает.